# 文节书院
文节书院，位于中国广东省河源市连平县元善镇前进五街，为河源市连平县的一个县级文物保护单位，类型为古建筑，公布时间为1986年1月。
文节书院的历史年代为清代。